# Hallelujah Junction
Hallelujah Junction is een compositie van John Adams.
Adams bezat of bezit een huisje nabij de kruising van de U.S. Route 395 en de California State Route 70. De kruising ligt vlak bij de grens tussen de staten Californië en Nevada. Nabij die kruising ligt ook een rustplaats voor truckers. Adams kwam dus regelmatig over die kruising en vond op een gegeven moment dat de plek vroeg om een compositie. Hij schreef het werk voor twee piano's (vierhandig). Adams' handtekening bestaande uit verschuivende ritmiek wordt hier teruggebracht naar de twee piano’s; ze nemen het steeds van elkaar over. Zo verschuiven puls en metrum steeds binnen het werk, maar altijd in het Hal-le-Lu-jah-motief (klemtoon op derde lettergreep). Adams gebruikte een soortgelijke nadruk eerder in zijn orkestwerk Lollapalooza.
Het werk van circa zestien minuten is onderverdeeld in drie naamloze delen. Adams schreef het voor de pianisten Grant Gershon en Gloria Cheng; zijn gaven de wereldpremière op 3 april 1998 in het Getty Centre in Brentwood een wijk van Los Angeles. Adams droeg het werk op aan Ernest Fleischmann, algemeen directeur van het Los Angeles Philharmonic Orchestra.
Adams vond het werk van zijn eigen loopbaan van dusdanig belang dat hij de titel gebruikte voor zijn autobiografie. Nonesuch Records, dat veel werk van Adams uitbracht gebruikte het dan weer voor een verzamelalbum van diens werk, maar eigenaardig genoeg staat Hallelujah Junction daar niet op. Dat op zich is ook weer eigenaardig, want het werk mag zich verheugen in een uitgebreid discografie waaronder een opname van Ralph van Raat en Maarten van Veen voor Naxos; zij speelden het in 2015 meerdere keren. Fragmenten van het eerste deel zijn terug te horen in de film Call me by your name.(2017). Choreografen Peter Martins (2001), Philip Taylor (première 2003), Ted Brandsen (2007), Jessica Fogel (2013) en Matthew Neenan (2013)  schreven bij dit werk een ballet. De Nederlandse première werd door Jeroen van Veen en Maarten van Veen gegeven op 19 mei 2002 in het Koninklijk Concertgebouw. Volgens gegevens van muziekuitgeverij Boosey & Hawkes werd het meer dan 180 keer gespeeld (gegevens februari 2025).